# Titanideum
Titanideum is een geslacht van neteldieren uit de klasse van de Anthozoa (bloemdieren).

## Soorten
- Titanideum frauenfeldii (Kölliker, 1865)
- Titanideum friabile Nutting, 1911
- Titanideum obscurum Thomson, 1927
- Titanideum suberosum Verrill, 1864